# 萩市消防本部
萩市消防本部（はぎししょうぼうほんぶ）は、山口県萩市の消防部局（消防本部）。隣接する阿武町の消防事務を受託している。

## 所在地
消防署
| 消防署     | 敷地面積   | 建築年月日    | 郵便番号   | 所在地                     | 出張所     | 分遣所                   |
| ---------- | ---------- | ------------- | ---------- | -------------------------- | ---------- | ------------------------ |
| 萩市消防署 | 3,754.87m2 | 1999年9月30日 | 〒758-0041 | 山口県萩市大字江向428番地2 | 弥富出張所 | 紫福分遣所、佐々並分遣所 |

出張所・分遣所
| 出張所・分遣所 | 敷地面積   | 建築年月日    | 郵便番号   | 所在地                        |
| -------------- | ---------- | ------------- | ---------- | ----------------------------- |
| 弥富出張所     | 2,966.00m2 | 2001年3月15日 | 〒759-3301 | 山口県萩市大字弥富上1505番地1 |
| 紫福分遣所     | 2,148.19m2 | 2002年3月8日  | 〒758-0501 | 山口県萩市大字紫福3434番地1   |
| 佐々並分遣所   | 1,778.14m2 | 2007年3月16日 | 〒753-0101 | 山口県萩市大字佐々並2662番地6 |

## 管内の現況
- 管内の人口 - 50,384人
  - 萩市 - 47,099人
  - 阿武町 - 3,285人

2019年（平成31年）4月1日現在
- 管内の世帯数 - 24,937世帯
  - 萩市 - 23,357世帯
  - 阿武町 - 1,580世帯

2019年（平成31年）4月1日現在
- 管内の面積 - 814.26 km2
  - 萩市 - 698.31 km2
  - 阿武町 - 115.95 km2

2019年（令和元年）10月1日現在

## 沿革
【出典】
- 1949年（昭和24年）7月1日 - 萩市消防本部設置条例の制定に伴い、旧萩市消防本部が発足する。当時は市庁舎内に設置されていた。
- 1954年（昭和29年）3月30日 - 萩市大字江向431番地に消防庁舎が新築され、移転する。
- 1968年（昭和43年）5月1日 - 救急業務を開始する。
- 1976年（昭和51年）4月1日 - 阿武町、旭村、川上村、福栄村、むつみ村から救急業務を受託し、広域救急業務を開始する。
- 2000年（平成12年）4月1日 - 萩市、阿武町、田万川町、須佐町、旭村、川上村、福栄村、むつみ村を管轄する萩地区広域市町村圏組合消防本部の発足に伴い、旧萩市消防本部が解散する。
- 2005年（平成17年）
  - 3月5日 - 一部事務組合である萩地区広域市町村圏組合が解散する。
  - 3月6日 - 萩市、田万川町、須佐町、旭村、川上村、福栄村、むつみ村が合併し、新『萩市』が発足する。それに伴い、萩市消防本部が発足する。阿武町の消防事務を受託する。
- 2013年（平成25年）4月1日 - 消防救急デジタル無線の運用を開始する。

## 組織
【出典】
- 消防長
  - 消防次長
    - 消防総務課
      - 総務管理係
      - 消防団係

    - 警防課
      - 警防係
      - 救急係
      - 通信指令室

    - 予防課
      - 予防1係
      - 予防2係

  - 萩市消防署
    - 第一小隊
    - 第二小隊
    - 弥富出張所
      - 第三小隊
      - 第四小隊

    - 紫福分遣所
      - 第五小隊

    - 佐々並分遣所
      - 第六小隊